# Hamelia papillosa
Hamelia papillosa е вид растение от семейство Брошови (Rubiaceae). Видът е световно застрашен, със статут Уязвим.

## Разпространение
Разпространен е в Ямайка.